# Efeito Doppler

Animação que ilustra o efeito Doppler percebido no som produzido por um carro. Quando o carro se move, um observador à esquerda percebe uma frequência maior, enquanto que um observador à direita percebe uma frequência menor.

Efeito Doppler é um fenômeno físico observado nas ondas quando emitidas ou refletidas por um objeto que está em movimento com relação ao observador. Foi-lhe atribuído este nome em homenagem a Christian Doppler, que o descreveu teoricamente pela primeira vez em 1842. A primeira comprovação experimental foi obtida por Buys Ballot, em 1845, numa experiência em que uma locomotiva puxava um vagão com vários trompetistas.
Este efeito é percebido, por exemplo, ao se escutar o som - que é uma onda mecânica - emitido por uma ambulância que passa em alta velocidade. O observador percebe que o tom, em relação ao emitido, fica mais agudo enquanto ela se aproxima, idêntico no momento da passagem e mais grave quando a ambulância começa a se afastar. Graças também ao conhecimento deste efeito é possível determinar a velocidade de estrelas e galáxias, uma vez que a luz é uma onda eletromagnética.
Nas ondas eletromagnéticas, este fenômeno foi descoberto de maneira independente, em 1848, pelo francês Hippolyte Fizeau. Por este motivo, o efeito Doppler também é chamado efeito Doppler-Fizeau.

## Características

Fontes de som estáticas produzem ondas de som a frequências constantes f_{f} e as ondas se propagam simetricamente para longe da fonte à velocidade constante c. Todos os observadores vão ouvir a mesma frequência, que vai ser igual à frequência da fonte, ou seja: f_{f} = f_{o}.

A mesma fonte de som está irradiando ondas sonoras à mesma frequência no mesmo meio. Porém, agora a fonte está se movendo com uma velocidade v_{f} = 0,7c (Mach 0,7). Já que a fonte está se movendo, cada nova frente de onda é um pouco deslocada para a direita. Como resultado, as frentes de onda começam a se "amontoar" à direita (à frente) e a se "espalhar" à esquerda (atrás) da fonte. Um observador à frente da fonte irá ouvir uma frequência mais alta f_{o}= c + 0/c - 0.7c'f_{f}= 3.33f_{f} e um observador atrás da fonte irá ouvir uma frequência mais baixa f_{o}= c - 0/c + 0.7c'f_{f}= 0.59 f_{f}.

Agora a fonte está se movendo na velocidade do som no meio (v_{f} = c, ou Mach 1). As ondas à frente da fonte estão agora todas "empilhadas" no mesmo ponto. Como resultado, um observador à frente da fonte não vai detectar som algum até que a fonte o alcance, onde f_{o} = c + 0/c - c f_{f} = ∞ e um observador atrás da fonte vai ouvir uma frequência mais baixa f_{o} = c - 0/c + c f_{f} = 0.5 f_{f}.

A fonte de som agora quebrou a barreira da velocidade do som, e está viajando a 1,4 c (Mach 1,4). Já que a fonte está se movendo mais rápido do que as ondas de som que cria, ela vai à frente das ondas mais avançadas. A fonte passa por um observador estático antes que o observador escute o som. Como resultado, um observador à frente da fonte vai detectar f_{o}= c + 0/c - 1.4c f_{f}= -2.5 f_{f} e um observador atrás da fonte vai ouvir uma frequência mais baixa f_{o}= c - 0/c + 1.4c f_{f}= 0.42 f_{f}.

No Efeito Doppler ocorre a percepção de uma frequência relativa, que é diferente da frequência de emissão da onda. Consideremos o Efeito Doppler Clássico, denominado dessa forma em contraste com o relativístico, que envolve ondas eletromagnéticas.
Ondas emitidas por objetos estáticos se propagam em todas as direções de maneira uniforme. Seu comprimento de onda é :{\displaystyle \lambda ={\frac {2\pi }{\beta }}}, sendo β uma constante que define o meio pelo qual a onda se propaga, chamada constante de fase.
A mudança relativa na frequência das ondas pode ser explicada desta maneira: Quando a fonte das ondas está se movendo na direção do observador, cada crista de onda sucessiva será emitida de uma posição mais próxima do observador do que a última. Portanto, cada onda leva um pouco menos de tempo para alcançar o observador do que a última, e assim, há um aumento na frequência com que estas ondas atingem o observador. Do mesmo modo, se a fonte se afasta do observador, cada onda é emitida de uma posição um pouco mais distante, fazendo com que o tempo entre as chegadas de duas ondas consecutivas aumente, diminuindo sua frequência.
Para a luz, já no caso do Efeito Doppler Relativístico, este fenômeno é observável quando a fonte e o observador se afastam ou se aproximam com grande velocidade relativa. Neste caso, o espectro da luz recebida apresenta desvio para o vermelho (quando se afastam) e desvio para o violeta (quando se aproximam), costumamos observar este efeito em estrelas.

### Quantificando o efeito Doppler
Podemos determinar a frequência observada por:
{\displaystyle f_{o}=f_{f}{\frac {v\pm v_{o}}{v\mp v_{f}}}\,}
Onde:
- {\displaystyle f_{o}\;} é a frequência que o observador recebe
- {\displaystyle f_{f}\;} é a frequência emitida pela fonte
- {\displaystyle v\;} é a velocidade da onda no meio
- {\displaystyle v_{o}\;} é a velocidade do observador em relação ao meio (positiva ao se aproximar da fonte, negativa ao se afastar)
- {\displaystyle v_{f}\;} é a velocidade da fonte em relação ao meio (positiva ao se afastar, negativa ao se aproximar do observador)

A fórmula acima assume que a fonte e o observador se aproximam, ou se afastam, indo diretamente na direção um do outro. Se eles se aproximam em ângulo (mas ainda com velocidade constante), a frequência observada vai ser maior do que a emitida, mas vai diminuir conforme se aproximam, chegando a ser igual à emitida quando se encontram e continua a diminuir à mesma taxa constante quando se afastam. Quando o observador está próximo ao trajeto da fonte, a mudança de frequência alta para baixa se da de forma abrupta. Já se ele está longe do trajeto, a mudança se dá de forma gradual. Por exemplo, se uma sirene se aproximasse do observador diretamente, o seu tom permaneceria constante até que ela atingisse o observador, e, então, pularia para um tom mais grave. Como a sirene passa pelo observador sem atingi-lo, a velocidade radial não permanece constante, mas varia em função do ângulo entre a reta que liga os dois e a velocidade da sirene:
{\displaystyle v_{\text{radial}}=v_{\text{f}}\cdot \cos {\theta }}
Se as velocidades {\displaystyle v_{o}\,} e {\displaystyle v_{f}\,} forem pequenas quando comparadas com a velocidade da onda, a relação entre {\displaystyle f_{o}\,} e {\displaystyle f_{f}\,} é aproximadamente
| Frequência observada                                            | Alteração na frequência                             |
| --------------------------------------------------------------- | --------------------------------------------------- |
| {\displaystyle f_{o}=\left(1+{\frac {\Delta v}{c}}\right)f_{f}} | {\displaystyle \Delta f={\frac {\Delta v}{c}}f_{f}} |

onde
{\displaystyle \Delta f=f_{o}-f_{f}\,}
{\displaystyle \Delta v=v_{o}-v_{f}\,} é a velocidade do receptor em relação à fonte: é positiva quando a fonte e o receptor estão se movendo na direção um do outro.

## Efeito Doppler inverso
Desde 1968, cientistas como Victor Veselago especulam sobre a possibilidade de um efeito Doppler inverso. O tamanho do deslocamento Doppler depende do índice de refração do meio pelo qual uma onda está viajando. Mas alguns materiais são capazes de refração negativa, o que deve levar a um desvio Doppler que funciona em uma direção oposta à de um desvio Doppler convencional. O primeiro experimento que detectou esse efeito foi conduzido por Nigel Seddon e Trevor Bearpark, em Bristol, Reino Unido, em 2003. Mais tarde, o efeito Doppler inverso foi observado em alguns materiais não homogêneos e previsto dentro do cone Vavilov – Cherenkov.

## Aplicações
O efeito Doppler permite medir a velocidade de objetos através da reflexão de ondas emitidas pelo próprio equipamento de medida, que podem ser radares, baseados em radiofrequência, ou lasers, que utilizam frequências luminosas.
É muito utilizado para medir a velocidade de automóveis, aviões, bolas de tênis e qualquer outro objeto que cause reflexão, como, na Mecânica dos fluidos e na Hidráulica, partículas sólidas dentro de um fluido em escoamento.
Basicamente um radar detecta a posição e velocidade de um objeto transmitindo uma onda e observando o eco.
Um radar de pulso emite uma rajada (Burst) curta de energia. Depois o receptor é ligado para “escutar” o eco.
O transmissor do radar pode operar melhor se uma onda for emitida continuamente, desde que haja a possibilidade de separar o sinal transmitido do eco no receptor.
O desvio de frequência resultante de objetos em movimento é conhecido como “Frequência de desvio Doppler” (FD).
Se há uma distância R entre o objeto e o radar, o número total de comprimentos de onda existentes entre o sinal do radar e do objeto é dado por {\displaystyle {\frac {2R}{\lambda }}}. Já que uma onda corresponde a {\displaystyle 2\pi } radianos, a excursão angular entre o caminho de ida e volta do objeto é {\displaystyle {\frac {4\pi R}{\lambda }}=\phi }. Para objetos em movimento a distância muda sempre, o que implica que {\displaystyle \theta } também varia. Uma mudança de {\displaystyle \theta } no tempo implica mudança de frequência. A frequência de desvio Doppler é a diferença entre a frequência da onda transmitida (Ft) e a frequência recebida no receptor (Fr):  {\displaystyle Ft=\left|Ft-Fr\right|\omega =2\phi Fd}
- Em astronomia, permite a medida da velocidade relativa das estrelas e outros objetos celestes luminosos em relação à Terra. Estas medidas permitiram aos astrónomos concluir que o universo está em expansão, pois quanto maior a distância desses objetos, maior o desvio para o vermelho observado. O Efeito Doppler para ondas eletromagnéticas tem sido de grande uso em astronomia e resulta em desvio para o vermelho ou azul.
- Na medicina, um ecocardiograma utiliza este efeito para medir a direção e velocidade do fluxo sanguíneo ou do tecido cardíaco. O ultra-som Doppler é uma forma especial do ultra-som, útil na avaliação do fluxo sanguíneo do útero e vasos fetais. Pode ser mostrado de várias formas: com som audível, com espectro de cores dentro do vaso ou na forma de gráficos que permitem a mensuração na velocidade sanguínea nos tecidos normais.[8]
- O efeito Doppler é de extrema importância em comunicações a partir de objetos em rápido movimento, como no caso dos satélites.
- Instrumentos como o velocímetro laser Doppler (VLD) e o velocímetro acústico Doppler (VAD) foram desenvolvidos para medir as velocidades em um fluxo de fluido. O VLD emite um feixe de luz e o VAD emite uma explosão acústica ultrassônica e mede a variação do Doppler no comprimento de onda das reflexões das partículas que se movem com o fluxo. O fluxo real é calculado em função da velocidade e fase da água. Essa técnica permite medições de fluxo não intrusivas, com alta precisão e alta frequência.
- Um vibrômetro Doppler a laser (VDL) é um instrumento sem contato para medir vibração. O feixe de laser do VDL é direcionado para a superfície de interesse e a amplitude e a frequência da vibração são extraídas do deslocamento Doppler da frequência do feixe de laser devido ao movimento da superfície
- Durante a segmentação dos embriões de vertebrados, ondas de expressão gênica varrem o mesoderma pré-somítico, o tecido a partir do qual os precursores das vértebras (somitos) são formados. Um novo somito é formado após a chegada de uma onda na extremidade anterior do mesoderma pré-somítico. No peixe-zebra, foi demonstrado que o encurtamento do mesoderma pré-somítica durante a segmentação leva a um efeito Doppler à medida que a extremidade anterior do tecido se move para as ondas. Esse efeito Doppler contribui para o período de segmentação[9]

Um efeito interessante predito por Lord Rayleigh no seu livro clássico sobre o som: se a fonte está se movendo com o dobro da velocidade do som, uma música emitida por esta fonte seria ouvida no tom e compasso certos, mas de trás para a frente.